# 喬治·S·戈登
喬治·S·戈登（英語：George Stuart Gordon，1881年2月1日—1942年3月12日）是英國文學學者、大學教授，曾於利茲大學和牛津大學任教，亦曾擔任牛津大學副校長。

## 生平
戈登曾就讀格拉斯哥大學與牛津大學奧里爾學院。1906年獲得文學學士學位，1909年獲得碩士學位。1913年，於利茲大學擔任英語系教授，一年後因第一次世界大戰爆發，開始於軍中服役，遠赴法國前線。
戈登在利茲大學英語系教授任內引進牛津英語學院的教學大綱，讓學生在中世紀語言文學和現代文學課程間選修；在他主持下的英語系不斷成長擴充。此外他還在1920年結識了前來申請教職的J·R·R·托爾金，兩人一見如故，托爾金十分喜愛及敬重戈登。
1922至1928年間，在牛津大學擔任英國文學教授。任內他參與了托爾金於校內組建的讀書會「燙煤人」。
1928年，他當選牛津大學莫德林學院院長，擔任此職位直到去世為止。1938年，成為牛津大學副校長。1942年3月12日去世。

## 家庭
戈登於1909年同Mary Campbell Biggar結婚，夫妻倆育有四個孩子。